# Chiodos
Chiodos war eine Alternative-Rock-/Post-Hardcore-Band aus Flint (Michigan).

## Geschichte
Die Band wurde 2001 unter dem Namen Chiodos Bros. gegründet. Der Bandname lehnt sich an zwei Regisseure, Charles und Stephen Chiodo, an, die in den 80er Jahren mehrere Horrorfilme produzierten. Im Juni 2002 wurde die Demo The Best Way to Ruin Your Life aufgenommen. 2004 musste die Band pausieren, da Craig Owens eine Lungenentzündung hatte. 2005 unterschrieb Chiodos einen Vertrag beim Label Equal Vision Records, welches das Debütalbum All's Well That Ends Well und 2007 Bone Palace Ballet veröffentlichte.
Die Band zeichnet sich unter anderem durch die sehr hohe Gesangsstimme von Sänger Craig Owens aus, welche ihr einen hohen Wiedererkennungswert beschert. 2009 verließen Craig Owens und Schlagzeuger Derrick Frost die Band und wurden durch Brandon Bolmer (Ex-Sänger von Yesterday's Rising) und Tanner Wayne (Ex-Schlagzeuger von Underminded und Scary Kids Scaring Kids) ersetzt. Owens veröffentlichte im selben Jahr noch die Solo-EP With Love, währenddessen er mit seiner neuen Band Destroy Rebuild Until God Shows im Studio war. Im März 2012 verließen Brandon Bolmer und Tanner Wayne aus persönlichen Gründen die Band. Daraufhin kehrte Craig Owens wieder zu Chiodos zurück. Ende 2013 war eine Deutschland-Tour als Support von Escape The Fate geplant, die aber kurzfristig abgesagt wurde, sodass Chiodos einige Gigs als Headliner spielten.
In einem Interview mit dem US-amerikanischen Magazin Billboard im November 2016 gab Owens das Ende von Chiodos bekannt, da weder er noch die übrigen Mitglieder Motivation mehr besäßen um die Band als Vollzeitprojekt fortführen zu können.

## Stil
Die Musik der Band lässt sich nicht eindeutig einem Genre zuordnen. Poppige, harmonische Melodieläufe und sanfte, emotionale Gesangsstimmen – etwa wie bei vielen Indierock-Emo-Bands – treffen auf Klavier bzw. Keyboardsounds und wuchtige Gitarren und teilweises Growlen, das man beides eher im Metalcore ansiedeln würde. Weiterhin finden sich viele Pop-Punk-Ansätze.

## Diskografie
- 2001: The Chiodos Brothers. (acoustic) (EP, ohne Label)
- 2002: The Best Way to Ruin Your Life (EP, ohne Label)
- 2003: The Heartless Control Everything!! (EP, Search & Rescue)
- 2005: All's Well That Ends Well (Equal Vision Records)
- 2007: Bone Palace Ballet (Equal Vision Records)
- 2010: Illuminaudio (Equal Vision Records)
- 2014: Devil (Razor & Tie)